# Синаптотагмин
Синаптотагмин (англ. synaptotagmin) — трансмембранный кальций-связывающий белок, участвующий во внутриклеточном транспорте мембран.

## Структура и функции
Синаптотагмин представлен 13 изотипами белка (Syt1-Syt13). Молекула синаптотагмина состоит из N-концевого трансмембранного фрагмента, связывающего элемента и двух C2 доменов (C2A и C2B), связывающих кальций. Синаптотагмин является кальциевым сенсором, который участвует в последних стадиях выброса нейромедиатора в синаптическую щель. Он связывается с нейрексином и SNAP-25, осуществляя удержание секреторной везикулы у пресинаптической мембраны, и участвует в выбросе нейромедиатора за счёт регуляции SNARE комплекса при увеличении содержания кальция.